# قطعنامه ۱۶۹۸ شورای امنیت
قطعنامه ۱۶۹۸ شورای امنیت سازمان ملل متحد که در تاریخ ۳۱ ژوئیه ۲۰۰۶ تصویب شد، سندی بین‌المللی دربارهٔ اوضاع در مورد جمهوری دموکراتیک کنگو است. این قطعنامه طی نشست ۵۵۰۲ام با ۱۵ رای موافق، ۰ مخالف و ۰ ممتنع تصویب شد.